# Giuseppe Missori
Giuseppe Missori (Mosca, 11 giugno 1829 – Milano, 25 marzo 1911) è stato un militare italiano.

## Biografia
Nacque a Mosca da genitori bolognesi. Durante la sua vita partecipò a numerose battaglie per l'unità d'Italia. 
Di fede repubblicana, combatté nelle Cinque giornate di Milano. Poi nel 1859 si arruolò nelle “Guide a Cavallo” di Giuseppe Garibaldi, nella seconda guerra di indipendenza, e fu nominato ufficiale. 

Nel 1860 partì con la spedizione garibaldina dei Mille al comando di 23 guide. Salvò inoltre coraggiosamente la vita a Garibaldi a Milazzo. Si trattò di un episodio che rimase nella mitologia risorgimentale, facendone un eroe molto conosciutoː mentre un gruppo di cavalieri caricava contro Garibaldi rimasto appiedato, Missori con un revolver colpì quelli in testa, mentre il generale con una sciabola colpiva in testa l'ufficiale che guidava l'attacco. 
Fu tra i primi, l'8 agosto, ad attraversare lo stretto di Messina.
Nel 1862 Missori ritornò al fianco di Garibaldi con l'incarico di reclutare uomini a Reggio Calabria, Catanzaro e Cosenza, per poter creare un nuovo esercito garibaldino con cui conquistare Roma. L'impresa si risolse nella Giornata dell'Aspromonte in cui si ebbe lo scontro con i Bersaglieri. Subito prima di questa sfortunata spedizione, il 3 luglio 1862, su proposta dello stesso Garibaldi, fu iniziato in Massoneria nella Loggia "I Rigeneratori del 12 gennaro 1848 al 1860 Garibaldini" di Palermo. 
Nel 1866 combatté come comandante delle "Guide" del Corpo Volontari Italiani di Giuseppe Garibaldi nella battaglia di Bezzecca e l'anno successivo, nel 1867, fu a Monterotondo e a Mentana.
Dopo l'unità d'Italia visse a Milano dove ricoprì la carica di consigliere comunale e vi morì, nella sua casa di via Carlo Alberto, oggi via Mazzini, dopo una lunga malattia, nella notte del 25 marzo 1911.
Dopo una primaria sepoltura, i resti di Missori sono stati traslati in un grande loculo della Cripta del Famedio del Cimitero Monumentale di Milano.
La città di Milano gli ha intitolato una piazza con un monumento a cavallo.

## Il suo monumento a Milano
Nel 1912 il Comune di Milano inaugurò la piazza a lui dedicata che, quattro anni dopo il 7 maggio 1916, venne ornata da una statua equestre realizzata dallo scultore Riccardo Ripamonti.
I milanesi visto il cavallo nel monumento , che mostra segni di evidente stanchezza , inventarono il detto : “ sei stanco come il cavallo di Missori”.